# Boris Dron
Pour les articles homonymes, voir Dron.
Boris Dron (né le 17 mars 1988 à Virton) est un coureur cycliste belge et luxembourgeois, professionnel de 2012 à 2016.

## Biographie
Boris Dron signe un contrat avec l'équipe continentale professionnelle belge Wanty-Groupe Gobert en fin de saison 2014. 
Sa saison 2015 est perturbée par le zona à partir de la fin du mois de mars,,. Il ne parvient pas à retrouver son niveau. À l'issue de la saison 2016, marquée par la mort en course de son coéquipier et ami Antoine Demoitié, il met fin à sa carrière. 
Il décide néanmoins de reprendre la compétition à partir du mois d'avril 2017, en tant que coureur amateur au sein du club Vérandas Willems-Crabbé-CC Chevigny. Il retrouve rapidement de bonnes sensations pour son retour à la compétition, en remportant deux étapes de l'Arden Challenge, puis en devenant vice-champion de Wallonie sur route. Il confie ainsi avoir « retrouvé le plaisir du cyclisme » après deux saisons difficiles chez Wanty-Groupe Gobert.

## Palmarès
- 2011
  - Romsée-Stavelot-Romsée

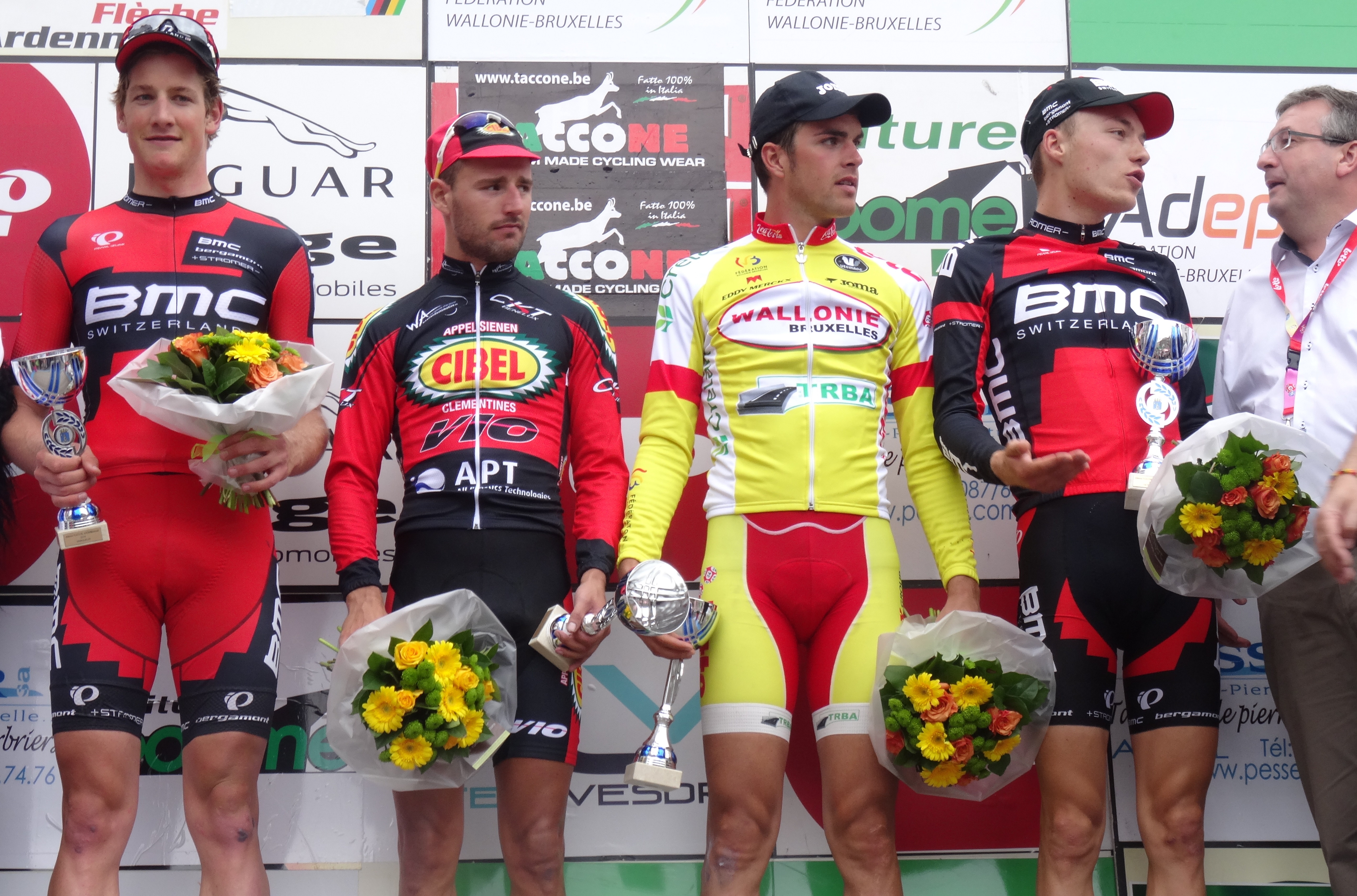
Podium de l'édition 2014 de la Flèche ardennaise : Stefan Küng (1er), Bjorn De Decker (meilleur grimpeur), Boris Dron (3e) et Loïc Vliegen (2e).

  - 1re étape du Tour de la province de Liège
- 2012
  - 3e de la Flèche flamande
- 2013
  - 2e de la Gooikse Pijl
  - 2e du Grand Prix de la ville de Zottegem
- 2014
  - 3e de la Course des chats
  - 3e de la Flèche ardennaise[8]
- 2017
  - 1re et 3e étapes de l'Arden Challenge

## Classements mondiaux
| Année           | 2011   | 2012 | 2013 | 2014 |
| --------------- | ------ | ---- | ---- | ---- |
| UCI Europe Tour | 1 183e | 469e | 109e | 230e |